# De Schooten (Den Helder)
De Schooten is een wijk in de gemeente Den Helder in de Nederlandse provincie Noord-Holland. Het is gelegen tussen Spoorlijn K in het westen en het Noordhollandsch Kanaal in het oosten. Ten zuiden is Vliegveld de Kooy gelegen. In de wijk wonen 9.135 inwoners per 1 januari 2023.

## Geschiedenis
In het waddengebied ten oosten van Huisduinen lagen aan het eind van de middeleeuwen meerdere zandheuvels. Op een van deze hoger gelegen nollen (duinen) stond een boerderij genaamd 'De Schoten', zo werd het duin ook genoemd. Een overblijfsel van dit duinengebied staat tegenwoordig bekend als De Nollen. In het midden van wat nu woonwijk De Schooten is lag in de 16e eeuw een dorpje en zandheuvel genaamd 't Torp. Op een kaart van Metius uit 1619 staan de boerderij en 't Torp op hetzelfde duin vermeld. Een later, in 1750, gebouwde boerderij ging in 1956 door een brand verloren. Er werd op nagenoeg dezelfde plek een nieuwe boerderij gebouwd die tegenwoordig dienst doet als buurthuis voor De Schooten. Op 't Torp was tot in de 19e eeuw een begraafplaats van de oudkatholieken in gebruik.
Vanaf 1962 werd begonnen met het bebouwen van een gedeelte van polder Koegras. Dit land was tot die tijd vooral in gebruik door agrarische bedrijven. Toen er voor de bouw van de wijk archeologisch onderzoek plaatsvond werden meerdere grafstenen en tal van schedels en beenderen van een voormalige begraafplaats gevonden.
De wijk is gebouwd in verwachting dat de Koninklijke Marine haar activiteiten in Den Helder fors zou uitbreiden. Door de bouw kon men inspelen op de te verwachten groei van het inwonertal. De groei van de marineactiviteiten liep echter niet in gelijke tred met de verwachting, maar Den Helder had rond 1970 wel een moderne naoorlogse wijk.

## Geografie
De wijk bestaat voornamelijk uit woningen uit de jaren zestig, zoals rijtjeshuizen en portiekflats. Er is echter ook nieuwbouw uit de 21e eeuw te vinden. Er is veel groen te vinden en in het westen en zuiden liggen parken. Het centrale punt van de wijk is een vijver met naastgelegen winkelcentrum.
Gelegen in het zuidoosten van de plaats Den Helder wordt de wijk ontsloten door de provinciale weg 250. Er zijn in de wijk meerdere bedrijventerreinen te vinden.

### Buurten en straatnamen

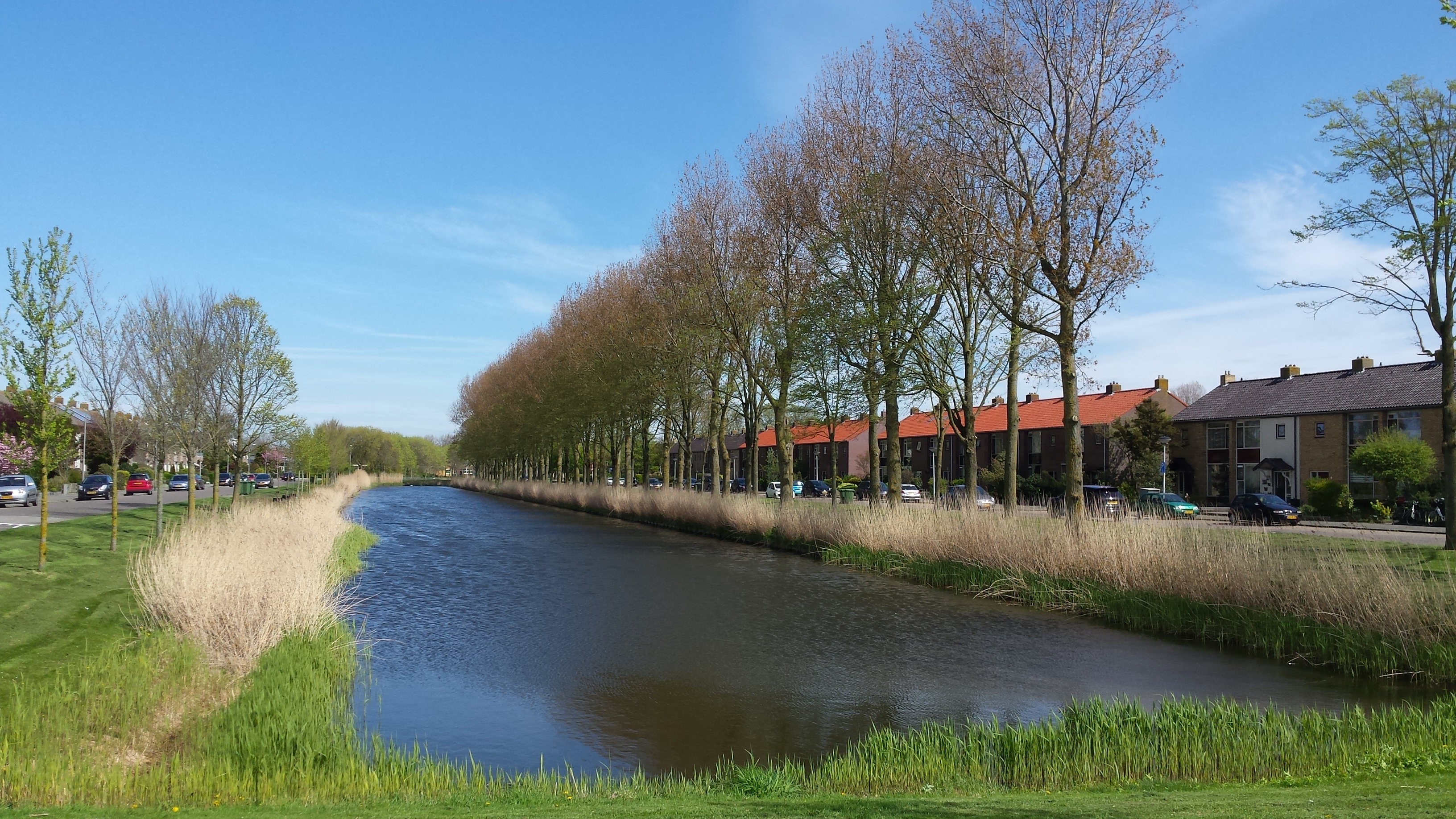
Waterkeringsweg

In het noorden is de buurt Westoever te vinden, deze bestaat uit recreatiepark Quelderduyn en bedrijventerrein Westoever met winkelgebied. Hiernaast ligt de buurt Marina (Boatex), deze buurt kenmerkt zich door de huizen die aan het water liggen en welke een eigen aanlegsteiger voor recreatievaartuigen hebben. De genoemde buurten worden van de overige buurten afgescheiden door de Ravelijnweg en een groenstrook.
In de Schouten en Schepenen-, Walvisvaarder-, Zeeloodsen-, Landmeters- en Waterkeringsbuurt zijn de straatnamen vernoemd naar personen uit de (maritieme) geschiedenis van Den Helder. Verdere buurten zijn Schooten-Centrum en de Guldemondbuurt, waar de straten zijn vernoemd naar oude topografische namen zoals Torp, De Garst en Heiligharn.

## Sport
In het zuidoosten ligt het wielerterrein van fietsclub HRTC DOK. Andere sportclubs zijn MSV Zeemacht (voetbal) en tafeltennisvereniging TTV Noordkop.

## Openbaar vervoer
De Schooten wordt aangedaan door één buslijn van Connexxion (lijn 34), die de wijk verbindt met station Den Helder en de aan de westrand van de wijk gelegen station Den Helder Zuid.